# 山梨県道615号美し森清里線
山梨県道615号美し森清里線（やまなしけんどう615ごう うつくしもりきよさとせん）は、山梨県北杜市大泉町から同市高根町清里まで至る一般県道である。

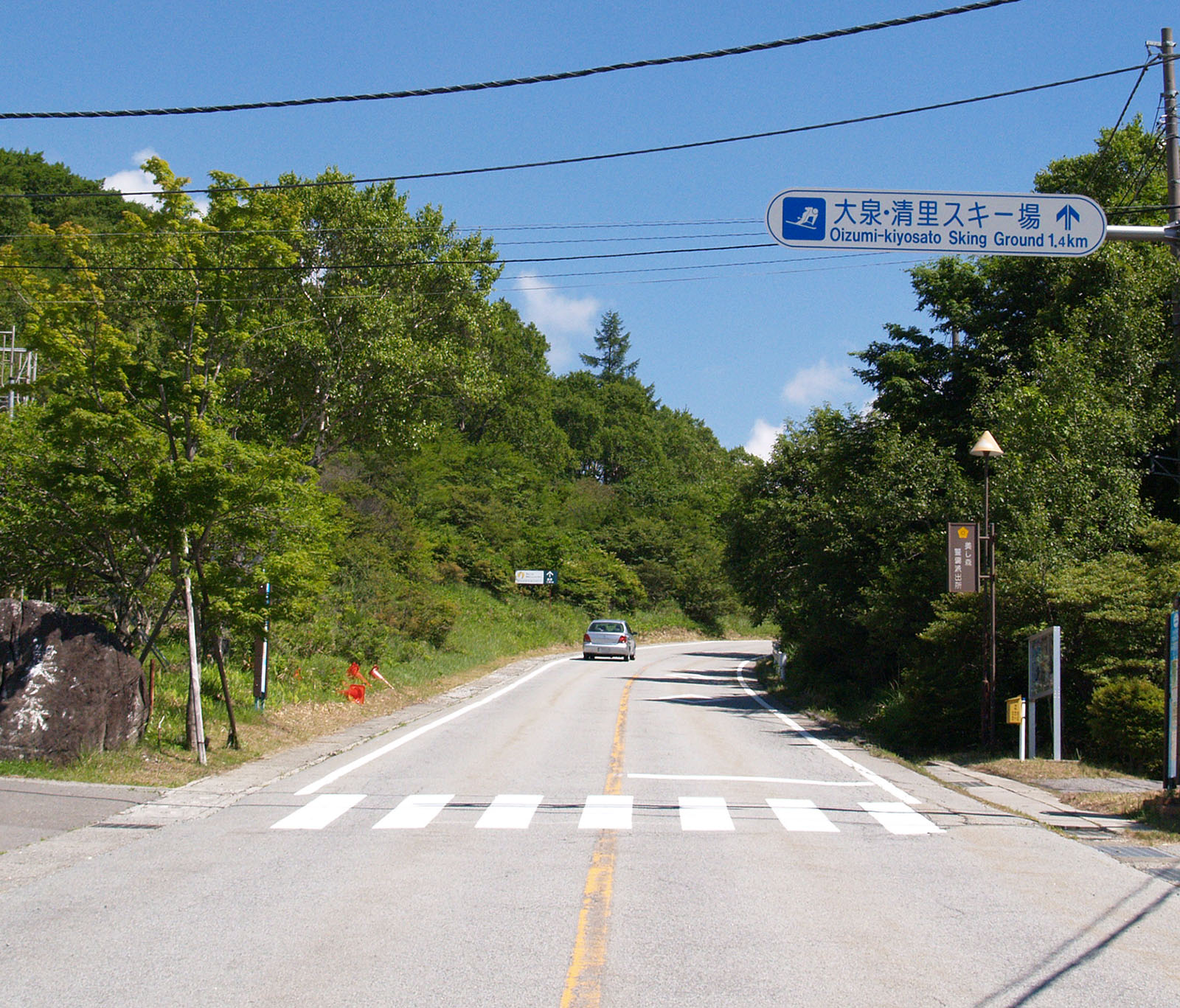
美し森付近（2011年7月）

## 概要
スキー場を起点に、八ヶ岳の斜面を下り、美し森山を過ぎたところで山梨県道11号北杜富士見線（八ヶ岳高原ライン）と交差する。交差点を折れて等高線に沿って進むとカーブし、再び斜面を下ると国道141号に接続する。
周辺は、清里の森別荘地やセミナーハウス、大学寮などが建ち並ぶ典型的な避暑地となっている。

### 路線データ
- 起点：山梨県北杜市大泉町西井出（サンメドウズ大泉・清里スキー場付近）
- 終点：山梨県北杜市高根町清里 （学校寮入口交差点＝国道141号交点）
- 延長：約5.5km

## 通過する自治体
- 山梨県北杜市

## 交差・接続する道路
- 山梨県道11号北杜富士見線（北杜市高根町・美し森交差点）
- 国道141号（北杜市高根町・学校寮入口交差点）

## 周辺
- サンメドウズ大泉・清里スキー場
- たかね荘
- 美し森山
- 日本大学セミナーハウス
- 立川市山荘
- 日野市大成荘
- 府中市山荘
- 調布市少年自然の家
- 青山学院大学寮
- 明治大学セミナーハウス
- 小平市山荘
- 五島育英会山荘
- 目黒区林間学園
- 文京大寮
- 清里アーリーバードゴルフクラブ